# Geographic Data Files
A Geographic Data Files, vagy GDF a geoinformációs rendszerek közötti adatcserére szolgáló fájlformátum. Több, mint egy GIS szabvány, mivel a GDF megadja az adatgyűjtés szabályait, valamint definiálja az objektumok és az attribútumok közötti kapcsolatokat is.
Főként autós navigációs rendszereknél használják, de elterjedt az egyéb szállítási és forgalmi eszközöknél is, mint például a flottamenedzsmentben, a diszpécseri szolgálatoknál, és a forgalomirányításnál is.
A térinformatikai adatformátumokhoz kapcsolódó egyéb szabványok: FGDC, ISO 19110, ISO 19115.